# نوكونونو
جزيرة نوكونونو هي إحدى الجزر المرجانية الثلاثة ضمن توكلو، منطقة ذاتية الحكم تابعة لنيوزيلاندا، وهي الجزيرة الواقعة في منتصف توكلو وتعتبر عاصمتها.

## الجغرافيا
تبعد نوكونونو 64 كم عن فاكاوفو و 92 عن أتافو، وهي الأكبر بين الثلاثة من ناحية الأرض والمساحة المائية.

## الديانة
بعكس أتافو التي معظمها من طائفة البروتستانت، وفاكاوفو التي هي مخلوطة، نوكونونو معظمها كاثوليك. أكثر من 95% من سكان الجزيرة هم كاثوليك.

## السياحة

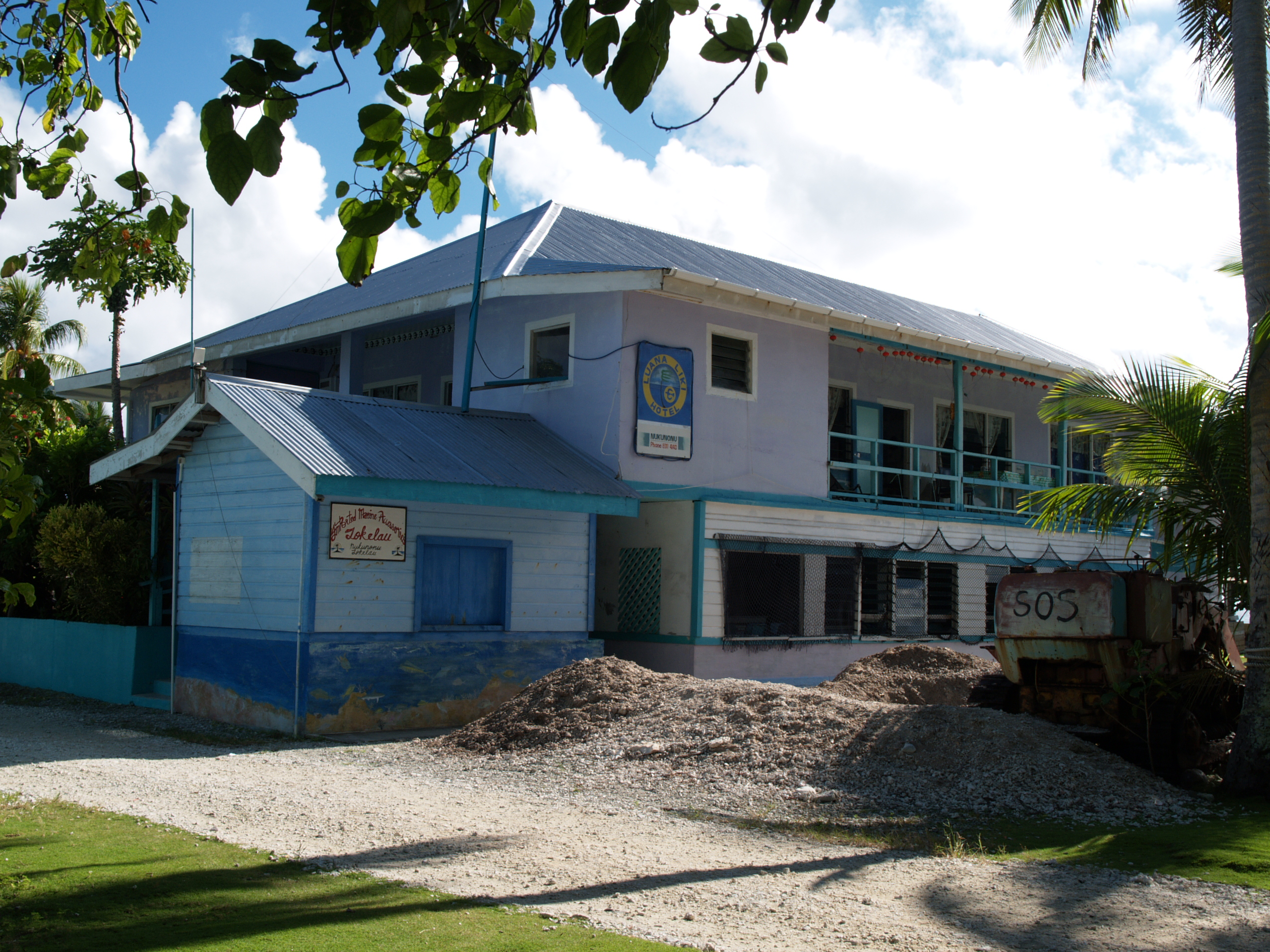
فندق "لوانا ليكي"

في 1995، أنشأ مستر لويانو بيريس (رئيس المدرسة المحلية) وزوجته جوليانا، فندقًا باسم «لوانا ليكي» بجانب المدرسة، وأربع دقائق سيرًا على الأقدام بعيدًا عن المتجر. يحوي الفندق 9 غرف زوجية. لوانا ليكي وبيت ضيوف صغير آخر على نوكونونو هما الفندقين الوحيدين في توكلو.